# Frank Cedeno
Frank Cedeno (* 16. März 1958 in Talisay City, Philippinen) ist ein ehemaliger philippinischer Boxer im Fliegengewicht.

## Profikarriere
Im Jahre 1976 begann er seine Profikarriere. Am 27. September 1983 boxte er gegen Charlie Magri um die WBC-Weltmeisterschaft und gewann durch technischen K. o. in Runde 6. Diesen Gürtel verlor er allerdings bereits in seiner ersten Titelverteidigung an Kōji Kobayashi im Januar des darauffolgenden Jahres durch Knockout. 1988 beendete er seine Karriere.